# NGC 3092
NGC 3092 is een spiraalvormig sterrenstelsel in het sterrenbeeld Sextant. Het hemelobject werd op 22 januari 1865 ontdekt door de Duitse astronoom Albert Marth.

## Synoniemen
- MCG 0-26-8
- ZWG 8.19
- PGC 28967